# کایادیبی (فکه)
کایادیبی (به ترکی استانبولی: Kayadibi) یک منطقهٔ مسکونی در ترکیه است که در فکه، ترکیه واقع شده‌است.